# Attentat de Qamichli du 27 juillet 2016
L'attentat de Qamichli du 27 juillet 2016 a lieu lors de la guerre civile syrienne.

## Contexte
Le contrôle de la ville de Qamichli, située près de la frontière turque, est partagé entre les Kurdes du PYD et les forces syriennes depuis juillet 2012. Une trêve est observée entre les deux groupes mais des affrontements éclatent ponctuellement. 
De leur côté, les djihadistes de l'État islamique mènent à plusieurs reprises des attentats à Qamichli. Le dernier en date a lieu le 19 juin 2016, lorsqu'un kamikaze se fait exploser près d'une cérémonie de commémoration du génocide assyrien. L'attaque avait fait trois morts et cinq blessés parmi les Sootoro et visait probablement le convoi du patriarche Ignace Ephrem II Karim,

## Déroulement
L'attentat a lieu dans un quartier où sont installés de nombreux organismes, et notamment des organismes de sécurité, de l'administration autonome du Rojava. Il est mené par un kamikaze au volant d'un camion qui se fait exploser près d'un point de contrôle. L'explosion du camion provoque une deuxième déflagration, causée par un réservoir de gaz,.

## Bilan humain
Selon Sana, l'agence de presse officielle du régime syrien, l'attentat fait 44 morts et 140 blessés. Sana hausse ensuite son bilan à 52 morts et 170 blessés.
L'Observatoire syrien des droits de l'homme (OSDH) recense de son côté au moins 48 morts le jour de l'attentat. Le lendemain, il revoit son bilan à la hausse et le porte à 57 tués, dont huit Assayech et 44 civils parmi lesquels figurent onze femmes et huit enfants.

## Revendication
L'État islamique revendique l'attentat le jour même, et annonce qu'il a été perpétré par un kamikaze à bord d'un camion piégé en réponse aux bombardements de la coalition en soutien aux Forces démocratiques syriennes engagées dans la bataille de Manbij.